# The Moogai
The Moogai ist ein australischer Spielfilm von Jon Bell aus dem Jahr 2024. Die Uraufführung des Horrorfilms mit Shari Sebbens und Meyne Wyatt in den Hauptrollen erfolgte im Januar 2024 beim 40. Sundance Film Festival. Das Werk basiert auf dem gleichnamigen, preisgekrönten Kurzfilm des Regisseurs aus dem Jahr 2020.

## Handlung
Das Aborigine-Paar Sarah und Fergus kehrt mit seinem neugeborenen Kind nach Hause zurück. Es ist das zweite Kind der jungen Familie. Die anfängliche Freude weicht dem merkwürdigen Verhalten der von der Geburt noch erschöpften Sarah. Diese ist davon überzeugt, dass sie von einem böswilligen Geist umgeben sind, der versucht, ihr das Neugeborene wegzunehmen. Sarah findet sich in einer immer isolierten und hoffnungslosen Position wieder.

## Hintergrund
The Moogai ist das Spielfilmdebüt des australischen Kurzfilm- und Fernsehregisseur Jon Bell, der selbst den Aborigines angehört. Es basiert auf seinem gleichnamigen, preisgekrönten Kurzfilm aus dem Jahr 2020, in dem ebenfalls Shari Sebbens und Meyne Wyatt die Hauptrollen als Eltern bekleidet hatten. Der 15-minütige Streifen brachte Bell den Preis für den besten Kurzfilm auf dem internationalen Filmfestival von Melbourne (2020), den Hauptpreis der Kurzfilm-Sektion Midnight des amerikanischen Festivals South by Southwest sowie den Regiepreis des Brooklyn Horror Film Festivals (beide 2021) ein. Bell tat sich daraufhin für die Spielfilmversion mit den Produzentinnen Kristina Ceyton und Samantha Jennings (Causeway Films) zusammen. Beiden hatten zuvor die preisgekrönten australischen Horrorfilme Der Babadook (2014) und Talk to Me (2022) gemeinsam produziert.
Die Produktion begann ab Ende Oktober 2022. Finanziert wurde das Projekt von Screen Australias Abteilung für First Nations in Zusammenarbeit mit Screen NSW. Ebenfalls an der Finanzierung beteiligt waren Indigenous Business Australia, Spectrum Films, Stage 23 und Head Gear Films. Um die internationalen Verwertungsrechte von The Moogai kümmert sich das Unternehmen Bankside Films.

## Veröffentlichung und Rezeption
Die Weltpremiere von The Moogai fand am 21. Januar 2024 im Rahmen des Sundance Film Festivals statt. Dort wurde das Werk in die Sektion Midnight aufgenommen. Im Online-Katalog priesen die Veranstalter The Moogai als „thematisch reiche, übernatürliche Geschichte“ an, die aus indigenen Überlieferungen schöpfe. Die Spannung des Films drehe „sich einfühlsam um die fragile Psychologie einer frischgebackenen Mutter und“ verwische „die Grenzen zwischen Erschöpfung, Paranoia und postpartaler Depression“. Regisseur Bell betone „geschickt die traditionellen Mittel der Unterdrückung, um eine dunklere Anspielung auf die gestohlenen Generationen Australiens zu enthüllen“.
Ein regulärer Kinostart in Australien und Neuseeland soll im Verleih von Maslow Umbrella 387 Entertainment erfolgen.